# Cimoliasaurus teplicensis
Cimoliasaurus teplicensis je pochybný druh vyhynulých dlouhokrkých mořských plazů z kladu Plesiosauria a konkrétněji čeledi Elasmosauridae. Jeho fosilie byly objeveny koncem 19. století v okolí obcí Hudcov a Lahošť nedaleko Teplic v severozápadních Čechách (v sedimentech teplického souvrství, geologický věk svrchní turon – asi před 92 až 90 miliony let).

## Historie
V roce 1906 fosilie v podobě obratlů, fragmentů žeber, lopatky a kostí končetin popsal profesor Antonín Frič pod jménem "Cimoliasaurus teplicensis". Jedná se o jednoho z mála zástupců dlouhokrkých plesiosaurů (elasmosauridů), známých dosud z území České republiky. Frič přiřadil český materiál k severoamerickému rodu Cimoliasaurus, který stanovil paleontolog Joseph Leidy již v roce 1851. V době před 90 miliony let se na tomto místě rozkládalo mělké, šelfové moře, obývané množstvím různých organismů (včetně příbuzných krátkokrkých pliosaurů, jako byl taxonomicky pochybný rod Polyptychodon.

## Popis

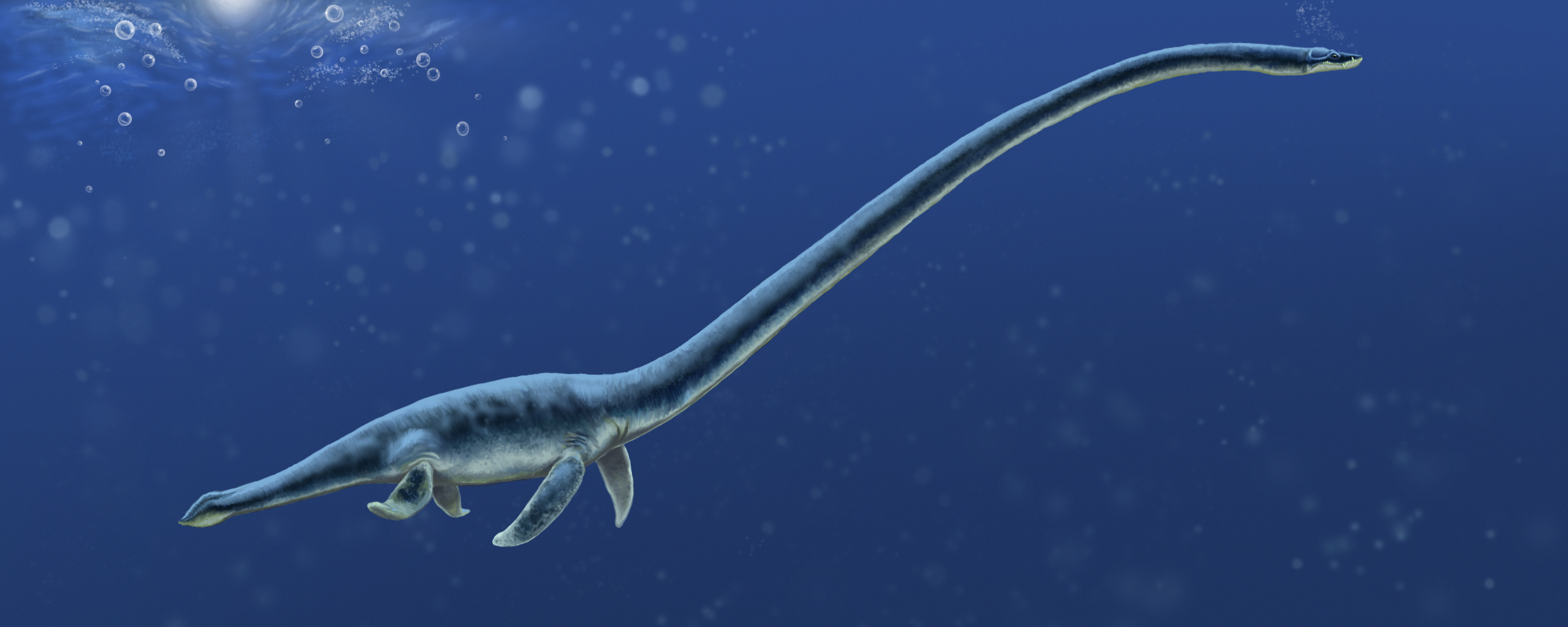
Albertonectes vanderveldei – rekonstrukce vzezření vzdáleně příbuzného severoamerického druhu elasmosaurida.

Na základě dochovaného fosilního materiálu si můžeme vytvořit jen přibližnou představu o podobě tohoto mořského plaza. Pravděpodobně se jednalo o menší druh plesiosaura o délce zhruba do 5 metrů (jak naznačuje velikost obratlů o průměru kolem 5 cm a fragmentu lopatky o dochované délce kolem 20 cm). Měl nejspíš dlouhý, štíhlý krk a malou hlavu se zubatými čelistmi, končetiny byly přeměněné ve veslovité orgány, sloužící pohybu pod vodou. Živil se zřejmě rybami a mořskými bezobratlými, podobně jako ostatní elasmosauridi. Poněkud podobným, i když mnohem větším plesiosaurem byl například mladší severoamerický rod Albertonectes, obývající tehdejší Velké vnitrozemské moře v době před 73,5 miliony let (mladší kampán).